# Outi Aunula-Ylä-Sulkava
Outi Aunula-Ylä-Sulkava is een Fins langebaanschaatsster.
In 1992, 1993 en 1998 startte Sulkava op de WK allround.
Op 17 december 2000 reed Sulkava haar laatste officiële wedstrijd.

## Records

### Persoonlijke records[4]
| Afstand    | Tijd    | Datum            | Baan       |
| ---------- | ------- | ---------------- | ---------- |
| 500 meter  | 43,45   | 13 maart 1998    | Heerenveen |
| 1000 meter | 1.26,83 | 5 december 1993  | Hamar      |
| 1500 meter | 2.09,37 | 14 maart 1998    | Heerenveen |
| 3000 meter | 4.29,93 | 13 december 1997 | Hamar      |
| 5000 meter | 7.50,95 | 10 januari 1999  | Heerenveen |